# 車秀明
车秀明（：／ Cha Sumyeong，1940年8月20日—2021年2月16日），韩国政治人物，曾任国会议员。本贯延安车氏。

## 生平
1940年生于蔚山。毕业于首尔大学法学院。曾任东国大学、成均馆大学贸易学讲师，韩国总统秘书室经济秘书官，韩国驻日内瓦代表部商务官（副理事官），工业园区管理厅规划管理官，商工部监察官等职。1985年至1988年担任韩国特许厅长。1992年至2000年担任国会议员。2021年2月16日逝世。